# Piet Hein (matematyk)
Piet Hein (ur. 16 grudnia 1905 w Kopenhadze, zm. 17 kwietnia 1996 na wyspie Fionia) – duński polihistor: naukowiec, matematyk, wynalazca i pisarz.

## Życiorys
Studiował w Instytucie Fizyki Teoretycznej Uniwersytetu Kopenhaskiego (później przemianowanego na Instytut Nielsa Bohra). W 1972 roku został wyróżniony doktoratem honorowym przez Uniwersytet Yale, w 1985 odznaczony medalem „Ingenio et arti”. Mieszkał w Anglii, Stanach Zjednoczonych i Południowej Afryce, zanim powrócił do swej ojczystej Danii, gdzie zmarł w 1996.
Jest znany ze swoich licznych kreacji, między innymi superelipsy i superjajka, wielu skomplikowanych gier matematycznych, na przykład hex, oraz krótkich aforystycznych form poetyckich zwanych gruk.